# 維爾加河 (加爾沃林)
51°50′14″N 21°21′22″E / 51.837335°N 21.356180°E
維爾加河是波蘭的河流，位於該國中部馬佐夫舍省，處於加爾沃林縣，屬於維斯瓦河的右支流，河道全長67公里，流域面積569平方公里，河畔城鎮有加爾沃林。